# Penicillium camemberti
Penicillium camemberti es una especie de hongo de la familia Trichocomaceae, del género Penicillium, que en la industria alimentaria se utiliza en la producción de quesos Camembert, Brie, Coulommiers y Cambozola; en los que las colonias de P. camemberti forman una costra dura y blanca. Es responsable de dar a estos quesos su sabor distintivo. 
Cuando se produce queso blando con P. camembert, se puede mezclar el moho con los ingredientes antes de que el queso se coloque en moldes o bien se puede añadir al exterior del queso después de que se saque de los moldes. El P. camembert es responsable de la suave y cremosa textura de los quesos brie y camembert, pero una concentración demasiado alta puede producir un sabor amargo indeseable.
Respecto a las alergias a la penicilina producida por algunos hongos del género Penicillium, una alergia a la penicilina no necesariamente implica una alergia a quesos producidos utilizando P. camembert.